# Jaszczurka grecka
Jaszczurka grecka (Hellenolacerta graeca) – gatunek gada z rodziny jaszczurkowatych (Lacertidae); jedyny przedstawiciel rodzaju Hellenolacerta.

## Wygląd
Duża, smukła jaszczurka o wydłużonej szyi i długiej głowie. Ogon długi, zakończony cienkim, długim szpicem. Ubarwienie od żółtobrązowego do szarobrązowego lub szarego, pokryte ciemniejszymi plamami, które układają się w podłużne rzędy. Brzuch żółty lub pomarańczowy.
Długość całkowita do 24–26 cm.

## Występowanie
Występuje endemicznie w Grecji na Peloponezie.

## Środowisko
Przebywa na skalistych obszarach na wysokości od 700 do 1500 m n.p.m., preferuje kamieniste, lekko wilgotne środowisko, występuje w okolicach potoków i parowach. 

## Tryb życia
Jaszczurka aktywna w przez cały dzień. Dobrze się wspina i w razie niebezpieczeństwa ucieka na drzewa. 
Zjada różne bezkręgowce: pająki, szarańczaki, chrząszcze, gąsienice oraz pareczniki i skąposzczety.